# 周阳 (足球运动员)
周阳（1971年1月2日—），中国足球运动员，中国国家女子足球队成员，司职中场。她曾参加1991年FIFA女子世界杯和1995年FIFA女子世界杯。她也参加了1990年亚洲运动会和1994年亚洲运动会，均获得金牌。